# Isabel de Torres Ramírez
Isabel de Torres Ramírez (Pozoblanco, Córdoba, 9 de maig de 1946–Alcalá la Real, Jaén, 12 d'agost de 2006), va ser una investigadora i professora espanyola. Llicenciada en Filologia Romànica (1971) per la Universitat de Granada, va ser professora en la Facultat de Biblioteconomia i Documentació (avui Facultat de Comunicació i Informació) de la Universitat de Granada on va impartir classes de Bibliografia, Fonts d'Informació i Literatura grisa. Va participar com a docent en diversos programes de Doctorat com el d'"Estudis de les Dones i de Gènere" i el d'"Informació i Comunicació Científica".
Va participar activament a l'Institut d'Estudis de la Dona (ara conegut com a Institut Universitari de Recerca d'Estudis de les Dones i de Gènere) de la Universitat de Granada com a investigadora en el Grup de Recerca Estudis de les Dones. La seva contribució a la recerca feminista, especialment en l'àmbit del refranyer i el seu domini de les Fonts d'Informació, la va portar a revisar aquests temes des d'una perspectiva de gènere. A més, va ser convidada com a ponent en congressos nacionals i internacionals, va impartir conferències i va coordinar diverses taules rodones.
Va pertànyer al Consell Editorial de la Col·lecció Feminae (Editorial de la Universitat de Granada), al Consell editorial de la Revista Crítica, i al Comitè Científic de la Biblioteca Virtual d'Andalusia. Va pertànyer a la Societat Espanyola de Lingüística, a la Societat Espanyola de Documentació i Informació Científica (SEDIC), a la Asociaçao Portuguesa de Bibliotecaris, Arquvistas i Documentalistes, a la ANABAD, a la IFLA i a l'Associació Universitària d'Estudis de les Dones (AUDEM).